# Пуэрто-Эскондидо
Пуэрто-Эскондидо (исп. Puerto Escondido) — город в штате Оахака, Мексика. Расположен на тихоокеанском побережье между городами Санта-Мария-Уатулько и Акапулько, в 800 км к югу от столицы Мексики и 290 км от административного центра штата — города Оахака-де-Хуарес.

## Население
Население города составляет 29 300 человек (2014 г.). Темп роста населения довольно высок в связи с включением в состав города близлежащих населенных пунктов и высокой миграции иностранцев и жителей других городов.

### Социальный состав
Социальный состав Пуэрто-Эскондидо довольно разнообразен, но можно отметить разделение города на 2 части: обеспеченный респектабельный центр и довольно бедные прибрежные окраины.

### Этнический состав населения
Этнический состав населения разнообразен и представлен различными расами, а также их смешением.
Можно выделить следующие этнические группы:
- коренное население (жители побережья)
- мексиканские метисы (метисы Цели)
- афрометисы (Afromestizo).

### Языки
Основной язык — испанский, но в центре города и для удобства туристов также используются английский и французский языки, а также некоторые другие.